# چاووش‌لو (قره‌تاش)
چاووش‌لو (به ترکی استانبولی: Çavuşlu) یک منطقهٔ مسکونی در ترکیه است که در قره‌تاش (شهر) واقع شده‌است.